# Szabó Judit (fotóművész)
Szabó Judit  (Budapest, 1955 –) Balogh Rudolf-díjas magyar fotóművész.

## Életpályája
Gimnáziumi érettségi után elvégzi a Szakmunkásképző Intézet fényképész szakát. 1976-ban  kapott fényképész oklevelet. 1974 és 1976 között a Dobrányi Géza által vezetett Magyar Filmlaboratóriumi Intézetben volt gyakornok. Ezután a FŐFOTO-nál, majd később laboránsként a Hírlapkiadó Vállalatnál fényképészként dolgozott, továbbá kisebb lapok részére fotóriportokat készített. 1986 és 1998 között  Hollandiában élt és dolgozott. 1998 óta ismét Budapesten él, ahol laboránsként dolgozik.

## Tagsági viszonyai
- 1981–85: Fiatal Fotóművészek Stúdiója
- 1998-tól: Magyar Fotóművészek Szövetsége

## Egyéni kiállításai
- 2024: "Kelet-európai szemlélet", Bratislava
- 2010: „Fotopasszázs”, Szentendre
- 2004: „Kópia” Galéria, Budapest
- 2000: Magyar Fotográfusok Háza,
  - Mai Manó Galéria, Budapest
- 1994: Magyar Kulturális Intézet, Párizs
- 1993: „Nyitott műterem” Amszterdam
- 1990: F. S. Könyvesbolt Amszterdam
- 1987: „Desmet Galéria” Amszterdam
- 1984: Hajógyári Művelődési Ház, Budapest
- 1979: I. kerületi Művelődési Ház , Budapest

## Részvétele csoportos kiállításokon
- 2009: „Kor határok nélkül” vándorkiállítás Budapest, Szombathely, Szekszárd, Eger,
- 1983: „Hórus” archívum pályázat és kiállítás, Gödöllő
- 1978: BME Galériája, Budapest
- 1985: FFS klub
- 1985: „Pajta Galéria”, Ábrahámhegy

## Ösztöndíjak
- 1994: Hollandia
- 2009: Nemzeti Kulturális Alap

## Publikációi
- „Zottigheid”, Leiden, 1992
- „Csak képek” sorozatban, 2006

## Képei gyűjteményekben
- Magyar Fotográfiai Múzeum, Kecskemét
- Bibliothèque nationale de France, Párizs
- Magángyűjtemények

## Díjai, elismerései
- Balogh Rudolf-díj (2012)[1]